# Larinia acuticauda
Larinia acuticauda är en spindelart som beskrevs av Simon 1906. Larinia acuticauda ingår i släktet Larinia och familjen hjulspindlar. Inga underarter finns listade i Catalogue of Life.